# Палмерстон (кот)
Палмерстон (англ. Palmerston) — кот, служивший главным мышеловом в резиденции британского Министерства иностранных дел.

## Биография и деятельность
Палмерстон попал на государственную службу в Министерство иностранных дел Великобритании из приюта «Баттерси» (Battersea Dogs and Cats Home), как конкурент коту Ларри. Его задачей была охота на мышей, которая была давней проблемой резиденции МИД Великобритании.
В 2017 году, МИД Великобритании предоставил отчёт о работе кота Палмерстона за 16 месяцев. Выяснилось, что он разгромил своего коллегу с Даунинг-стрит, 10. За 1,5 года он поймал 27 мышей и зарекомендовал себя, как главный мышелов страны.
В январе 2018 года, сотрудникам Министерства иностранных дел Великобритании посоветовали не кормить кота Палмерстона, потому что он почти перестал ловить мышей. Изменений в его весе не заметили, но руководство следит за его питанием.
В феврале 2018 года, между Ларри и Палмерстоном произошла драка — об этом сообщили очевидцы в Твиттере. Победу присудили Палмерстону, так как во время потасовки Ларри потерял свой ошейник.
В 2020 году, с началом пандемии COVID-19, кот перешёл на удалённую работу. В августе того же года в Telegram-канале посольства Великобритании в Москве сообщили об отставке кота — «кот — главный мышелов МИД Великобритании — как и многие из нас был вынужден работать из дома во время пандемии COVID-19. Кажется, что размеренная жизнь за городом ему понравилось, и он решил уйти на заслуженный отдых».
В настоящее время кот проживает в загородном доме у одного из сотрудников МИД Великобритании.